# Борещото се куче
„Борещото се куче“ (на английски: The Wrestling Dog) е американски късометражен документален ням филм от 1894 година на режисьора Уилям Кенеди Диксън с участието на Хенри Уелтън, заснет в студиото Блек Мария при лабораториите на Томас Едисън в Ню Джърси. Кадри от филма не са достигнали до наши дни и той се смята за изгубен.

## Сюжет
Филмът показва, как едно куче се бори със своя собственик и треньор.

## В ролите
- Хенри Уелтън като собственика на кучето[3]